# Vahlia dichotoma
Vahlia dichotoma är en tvåhjärtbladig växtart som först beskrevs av Johan Andreas Murray, och fick sitt nu gällande namn av Carl Ernst Otto Kuntze. Vahlia dichotoma ingår i släktet Vahlia och familjen Vahliaceae. Inga underarter finns listade.